# La Tirana (Goya, 1794)
Ne doit pas être confondu avec La Tirana (Goya, 1792).
La Tirana est une huile sur toile réalisée par Francisco de Goya en 1794. Elle représente une actrice — la surnommée « La Tirana » — célèbre pour ses rôles de méchants. « Première dame du théâtre de la Cour », elle est particulièrement louée par le dramaturge Leandro Fernández de Moratín.

## Contexte
La femme peinte est l'actrice María del Rosario Fernández (es), dont le mari a également été surnommé « El Tirano » (le tyran).
C'est le second portrait que Goya réalise de La Tirana (le premier, réalisé entre 1790-1792 est conservé à l'Académie royale des beaux-arts de San Fernando).

## Analyse
Le sujet est l'actrice María del Rosario Fernández (es), louée par plusieurs intellectuels de l'Espagne des Lumières, comme en témoignent les vers de Leandro Fernández Moratín, ou les éloges du dramaturge anglais Richard Cumberland lors de son séjour en Espagne au début du XIXe siècle.
Elle est représentée avec « la pâleur artificielle de ses joues sous ses épais sourcils sombres, des bras superbes et une profusion de cheveux noirs désordonnés ». Elle est représentée en trois-quarts, vêtue d'une robe blanche à fleurs brodées, assortie d'une mantille de soie transparente bordée d'un simple volant. Une rose est épinglée dans ses cheveux, maintenue en place par une modeste coiffe. Elle tient dans sa main gauche un « ticket » sur lequel sont inscrits son nom, la signature de l'auteur et la date « Par Goya ».